# Bolotana
Bolotana är en ort och kommun i provinsen Nuoro i regionen Sardinien i sydvästra Italien. Kommunen hade 2 579 invånare (2017).